# EndeavourOS
EndeavourOS est une distribution GNU/Linux basée sur Arch Linux. Elle succède à Antergos, abandonnée en 2019. Comme Antergos, elle utilise un logiciel d'installation graphique.
Les environnements proposés à l'installation sont Xfce (par défaut, hors ligne), Budgie, Cinnamon, GNOME, I3, KDE Plasma, LxDe, LXQt ou MATE ainsi que, à titre plus expérimental, les gestionnaires de fenêtre Sway, bspwm, Openbox, Qtile ou encore Worm, un nouveau gestionnaire de fenêtre créé spécifiquement pour le projet EndeavourOS. L'administrateur peut ensuite ajouter des environnements supplémentaires s'il le souhaite.

## Développement initial
A l'annonce de la fin du projet Antergos le 21 mai 2019, Bryan Poerwoatmodjo, un modérateur du site, lança l'idée de poursuivre la communauté sur un nouveau forum. Le jour même, le rejoignirent Johannes Kamprad, Fernando Omiechuk Frozi et Manuel. Dès la semaine suivante, le projet EndeavourOS fut défini et lancé.
Les développeurs choisirent de remplacer le logiciel d'installation Cnchi par Calamares, outil utilisé notamment par Manjaro, Chakra, Debian... Ils choisirent également de ne pas proposer d'interface graphique dédiée aux mises à jour, tel que Pamac fréquent dans la famille Arch Linux, et de favoriser pour la maintenance l'usage de la ligne de commandes.

## Accueil
Dans la continuité de son prédécesseur Antergos déjà relativement réputée, EndeavourOS est désormais dans le trio de tête des distributions les plus populaires sur le site Distrowatch.

## Historique des versions
La première version d'EndeavourOS parut le 15 juillet 2019 pour le processus d'installation standard, et le 22 décembre 2019 pour la version netinstall.
Le bureau Deepin était proposé à l'installation, mais ne l'est plus depuis la version du 17 avril 2021.
La version du 27 août 2021 a révisé le processus d'installation, pour en améliorer l'ergonomie comme la performance. La version "Apollo" du 8 avril 2022 peaufine toujours la distribution, ajoutant notamment au processus d'installation les choix d'environnements LXDE, Openbox, QTile, et Worm.